# Lyubomir Geraskov
Lyubomir Geraskov (bulgare : Любомир Герасков, né le 27 décembre 1968 à Sofia) est un gymnaste bulgare. Il a participé aux Jeux olympiques d'été de 1988 à Séoul où il a partagé une médaille d'or avec Dmitry Bilozerchev et Zsolt Borkai

## Palmarès

### Jeux olympiques
- Séoul 1988
  -  médaille d'or au cheval d'arçons

### Championnats du monde
- Rotterdam 1987
  -  médaille de bronze au sol
  -  médaille de bronze au cheval d'arçons

### Championnats d'Europe
- Moscou 1987
  -  médaille d'argent au cheval d'arçons